# Kélo
Kélo är en stad i regionen Tandjilé i Tchad. Staden hade 57 859 invånare år 2009.